# Amphinecta dejecta
Amphinecta dejecta är en spindelart som beskrevs av Forster och Wilton 1973. Amphinecta dejecta ingår i släktet Amphinecta och familjen Amphinectidae. Inga underarter finns listade i Catalogue of Life.